# 范振宗
范振宗（1942年11月20日—），臺灣政治人物，也是桃竹苗、台灣地方派系重要人物之一，現為人民最大黨創黨黨員及榮譽主席。

## 新竹縣縣長
范振宗出生於新竹州新竹郡湖口庄（今新竹縣湖口鄉），早年以無黨籍身分結合勢力及范氏宗親力量擔任新竹縣議員。1989年當選新竹縣縣長後加入民主進步黨，並以民進黨身分擔任過第11、12屆新竹縣縣長，任內開始發放老人年金。

## 農委會主委
2000年台灣首度政黨輪替，被新任總統的陳水扁延攬為總統府國策顧問，後於2001年授以擔任台灣省諮議會諮議長一職，由於民進黨立委傾向刪除台灣省諮議會的預算讓台灣省虛級化更加徹底，然而范振宗在桃竹苗客家地區仍深具影響力，因此總統陳水扁再提名范振宗為農委會主委、後任台肥董事長。

## 台肥董座
2006年4月28日，陳水扁家族的律師兼台肥監察人林志豪說，范振宗在台肥董事長任內年薪新台幣9百萬元，享受比政務官更好的待遇，卻「有東西就一把抓」還把受台肥總經理黃清晏嘉許的台肥員工打入「黑名單」，台肥員工個個噤若寒蟬；同日，行政院長蘇貞昌下令將范振宗與黃清晏解職，改派總統府國策顧問李金龍擔任台肥董事長並暫兼總經理。同日晚間，范振宗在TVBS頻道《2100全民開講》的電話連線中說：東元電機董事長黃茂雄旗下一家建設公司想以新台幣27億元承租台肥位於台北市南港區一塊九千兩百多坪的土地，但他認為價格太低而拒絕；高層人士曾來關切過，要他們趕快協調，但來關切的高層不是總統府副秘書長馬永成；他向蘇貞昌要求與黃清晏一起解職，蘇貞昌同意；他已把黃清晏的不法資料交給法務部調查局，黃清晏的女兒還在黃茂雄的公司上班。
2006年5月2日，范振宗從中國大陸返回台灣，說：「我在大陸聽台商傳遍了『一妻、二秘、三師』的說法」，陳水扁身邊有「一妻、二秘、三師」，「一妻」是吳淑珍，「二秘」是總統府前任副秘書長陳哲男及現任副秘書長馬永成，「三師」是律師林志豪、會計師張兆順與醫師黃芳彥，「其中『律師』最可惡，林志豪就是律師」、「阿扁會給這些人害死！」范振宗證實，2005年陳水扁曾找他與黃茂雄進總統府吃飯，黃茂雄當時希望他簽南港軟體園區土地出租意願書，但他沒有簽；他強調，陳水扁只希望他與黃茂雄儘快協調，「總統沒有給我壓力，他壓不到我」。他也赴台北地檢署控告林志豪與黃清晏涉嫌公然侮辱和誹謗，並將附帶民事求償。他透露黃清晏在2003年10月底本來不在陳水扁政府規劃的台肥董事名單，黃清晏卻在一夜之間擠掉經濟部工業局副局長郭年雄的董事位子；而在2005年10月當時行政院長謝長廷已經批示撤換黃清晏的公文，又另有「比院長更大的人」壓下公文，在在令他見識到黃清晏的通天本領。

## 退出民進黨
馬英九擔任總統後，曾聘范振宗為總統府國策顧問。
2009年7月27日，范振宗因參加國共論壇違背民進黨中央決策而遭停權3年，范振宗於當天宣布退黨、隔日遭到開除黨籍。2009年9月26日，加入人民最大黨。
2010年9月，被控訴在新竹縣長任內圖利業者，遭新竹地方法院判刑5年6個月；范振宗向總統府請辭國策顧問一職獲准。2011年5月，二審宣判依貪污圖利罪判五年半徒刑、褫奪公權四年。2014年7月14日，高院更一番改判兩年八月徒刑、褫奪公權兩年，全案於2015年8月定讞。

## 選舉紀錄
| 年度 | 選舉屆數                         | 選舉區       | 所屬政黨   | 得票數 | 得票率 | 當選標記 | 備註 |
| ---- | -------------------------------- | ------------ | ---------- | ------ | ------ | -------- | ---- |
| 1977 | 第九屆新竹縣議員選舉             |              | 無黨籍     |        |        |          |      |
| 1981 | 第九屆新竹縣長選舉               | 新竹縣       | 無黨籍     | 88,500 | 33.61% |          |      |
| 1982 | 第十屆新竹縣議員選舉             |              | 無黨籍     |        |        |          |      |
| 1985 | 第十屆新竹縣長選舉               | 新竹縣       | 無黨籍     | 75,707 | 43.38% |          |      |
| 1986 | 第一屆國民大會代表第三次增額選舉 | 新竹縣       | 無黨籍     |        |        |          |      |
| 1989 | 第十一屆新竹縣縣長選舉           | 新竹縣       | 民主進步黨 | 98,569 | 51.08% |          |      |
| 1993 | 第十二屆新竹縣縣長選舉           | 新竹縣       | 民主進步黨 | 97,688 | 50.04% |          |      |
| 1998 | 第三屆立法委員補選               | 新竹縣選舉區 | 民主進步黨 | 96,302 | 53.34% |          |      |

## 外部連結
- 國立新竹高級中學[]
- 台灣省諮議會 （页面存档备份，存于）
- 世界台灣客家聯合會歷屆會長簡介 （页面存档备份，存于）
- 客籍傳奇人物　范振宗入閣圓夢 （页面存档备份，存于）

| 中華民國政府職務 | 中華民國政府職務                                             | 中華民國政府職務 |
| ---------------- | ------------------------------------------------------------ | ---------------- |
| 新竹縣政府       |                                                              |                  |
| 前任： 陳進興    | 新竹縣縣長 第十一、十二屆 1989年12月20日－1997年12月20日     | 繼任： 林光華    |
| 行政院           |                                                              |                  |
| 前任： 陳希煌    | 行政院農業委員會主任委員 第七任 2002年2月1日－2002年11月30日 | 繼任： 李金龍    |